# Pedro Pablo Pérez
Pedro Pablo Pérez Márquez (nascido em 7 de fevereiro de 1977) é um ex ciclista profissional olímpico cubano.
Ganhador cinco vezes da Volta a Cuba, também representou sua nação nos Jogos Olímpicos de Verão de 2000, em Sydney, na prova de corrida individual em estrada, onde terminou em 91º lugar. foi medalhista dos Jogos Panamericanos de Winnipeg e de Santo Domingo, bem como também Campeão Nacional de Cuba.
Pérez é um dos melhores ciclistas cubanos de todos os tempos. É 5 vezes ganhador da Volta a Cuba (2000, 2001, 2004, 2007, 2008) só superado pelo seu compatriota Eduardo Alonso com seis. Representou a Cuba nos Jogos Olímpicos de Sydney 2000 culminando na posição 92º.
Pouco antes dos Jogos Olímpicos de Pequim para os que estava classificado, teve um grave acidente de automóvel. Sofreu graves feridas cerebrais e passou uma semana em coma. Pérez tinha a intenção de retirar-se do ciclismo após os Jogos Olímpicos.

## Palmarés
1999
- 1 etapa da Volta ao Táchira
- 3º em Jogos Panamericanos, Estrada, Winnipeg
- 4º na classificação final da Volta Ciclista de Chile

2000
- General da Volta a Cuba, mais 2 etapas
- 1 etapa da Volta Ciclista do Uruguai

2001
- Geral da Volta a Cuba, mais 3 etapas
- 1º no Nacional de Estrada

2002
- 1 etapa da Volta a Cuba
- 1 etapa da Volta a Venezuela

2003
- 2º em Jogos Panamericanos, Estrada, Santo Domingo

2004
- Geral da Volta a Cuba, mais 3 etapas

2005
- 1 etapa da Volta a Venezuela

2006
- Geral da Volta a Cuba, mais 3 etapas
- 2º no Campeonato Nacional de Estrada
- 2 etapas da Volta a Costa Rica

2007
- 2 etapas da Volta a Cuba
- 3 etapas da Volta a Costa Rica

2008
- 1 etapa da Volta ao Táchira
- Geral da Volta a Cuba, mais 3 etapas